# Susmita Mohanty
Susmita Mohanty (Cuttack, Índia, 1971) é uma designer indiana de naves espaciais, empreendedora espacial em série e defensora da ação climática. Ela é conhecida por suas pesquisas sobre tópicos relacionados ao espaço. Ela foi cofundadora da primeira start-up espacial privada da Índia, a Earth2Orbit, em 2009. Ela é a única empreendedora espacial do mundo que iniciou empresas em três continentes diferentes: Ásia, Europa e América do Norte. Susmita é uma das poucas pessoas que visitou tanto o Ártico como a Antártida.

## Biografia
Susmita Mohanty nasceu em Cuttack e foi criada em Amedabade. Ela foi altamente influenciada a se aventurar na pesquisa espacial por seu pai, Nilamani Mohanty, ex-cientista da Organização Indiana de Pesquisa Espacial (ISRO).

## Carreira
Ela completou seu bacharelado em engenharia elétrica pela Universidade de Gujarat e seu mestrado em Design Industrial pelo Instituto Nacional de Design de Amedabade. Ela também completou o mestrado em estudos espaciais pela Universidade Espacial Internacional, em Estrasburgo, na França.
Ela foi cofundadora da Moonfront, uma empresa de consultoria aeroespacial com sede em São Francisco, em 2001, o que marcou sua entrada no empreendedorismo espacial. Ela também foi cofundadora do Liquifer System Group (LSG), uma empresa de arquitetura e design aeroespacial em Viena, Áustria, em 2004. Ela também atuou como um dos membros proeminentes do Instituto Americano de Aeronáutica e Astronáutica Arquitetura Aeroespacial por um período de dez anos, enquanto residia na Califórnia.

## Prêmios e reconhecimentos
Em 2005, ela foi agraciada com o Prêmio de Realização Internacional por promover a cooperação internacional. Ela foi incluída na lista de elite de 25 indianos a serem observados pela revista Financial Times em 2012 e também apareceu na capa da revista Fortune em 2017.
Ela foi nomeada para o Conselho do Futuro Global para Tecnologias Espaciais do Fórum Econômico Mundial por um período de três anos consecutivos, de 2016 a 2019. Ela foi incluída na lista da BBC de 100 mulheres inspiradoras e influentes de todo o mundo em 2019.